# Pager (Kaliwungu)
Pager is een bestuurslaag in het regentschap Semarang van de provincie Midden-Java, Indonesië. Pager telt 1738 inwoners (volkstelling 2010).